# Я — Учитель
«Я — Учитель» — российский фильм 2016 года режиссёра Сергея Мокрицкого.

## Сюжет
Действие разворачивается в 1943 году. Картина рассказывает о судьбе сельского учителя, который пытается выживать на оккупированной немцами территории. По его пониманию его вера долг — учить детей. Не важно где и при какой власти. Он соглашается учить детей по утвержденной немцами программе, но вскоре понимает суть нацистов и оказывается перед непростым выбором. Становится ясно, что быть Учителем это нечто большее — и нет возможности бездействовать, оставаясь тихим учителем, надо бороться за свою семью, любовь, Родину, свои идеалы и принципы. Перед ним встает непростой духовный и нравственный выбор -либо выживать и приспосабливаться, либо не предавать самого себя и своих близких….

## В ролях
- Александр Ковтунец — Павел Зубов
- Юлия Пересильд — Анна Куренкова
- Андрей Смоляков — Константин Дмитриевич Рыков, полковник РОА
- Борис Каморзин — Владимир Алексеевич, староста
- Филипп Рейнхардт — окружной комендант
- Светлана Осадченко — Оля
- Сергей Походаев — Ваня
- Митя Махонин — Ангел

## Съёмки
Съёмки велись в Крыму в селе Курское под Феодосией, где киногруппа жила в одной из гостиниц.
В эпизодических ролях и массовых сценах снимались местные жители села и актёры Крымского русского драматического театра имени Горького.

## Показ
Премьера фильма состоялась 27 апреля 2016 года в Москве в кинозале Театра «Русская песня».
8 мая 2016 в 19.15 фильм был показан по телевидению на телеканале НТВ.
В дальнейшем фильм демонстрировался на различных площадках, но в широкий прокат не выходил.

## Фестивали и награды
- Кинофестиваль «Лучезарный ангел» (2016) — Главный приз[10]
- Шукшинский кинофестиваль (2016) — Главный приз[11]
- Пекинский международный кинофестиваль — вышел в финал основного конкурса из 15 фильмов из 12 стран, единственный представлял Россию в основном конкурсе фестиваля[12][13][14].
- Международный кинофестиваль «Фаджр» (Тегеран, 2016)[15]

## Рецензии
- Вероника Милославская — Чью сторону держишь, «Учитель»? // Журнал «Народное образование», 20.04.2016
- Андрей Трунов — Рецензия к фильму «Я — учитель» // Кинопортал Ovideo.Ru, 28 апреля 2016